# 拉貝河畔烏斯季州圖書館
拉貝河畔烏斯季州圖書館（捷克語： (KUK)），2022 年以前稱為拉貝河畔烏斯季北波西米亞科學圖書館（捷克語：Severočeská vědecká knihovna v Ústí nad Labem），是捷克拉貝河畔烏斯季州的公共圖書館。

## 外部連結
- 官方网站